# 유럽 고속도로 80호선

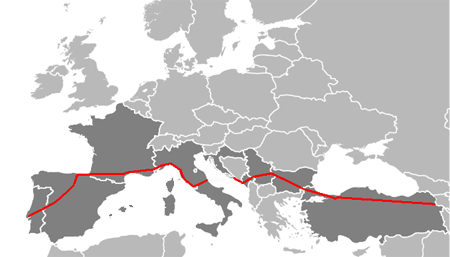
E80의 지도.

유럽 고속도로 80호선(영어: European route E80)는 국제 연합의 국제 E-로드 네트워크의 노선으로 A클래스 동서 방면 도로이다. 포르투갈의 리스본을 출발점으로 튀르키예의 귀르불라크을 종착점으로 한다. 이후 아시안 하이웨이 을 통해 일본 도쿄도까지 이어지고, 를 통해 중화인민공화국 상하이시까지 연결된다. 이 도로는 11개국 약 5,700km를 연결한다.

## 경로

### 포르투갈
A 1  - 리스본 - 레이리아 - 코임브라 - 아베이루

  A 25  - 아베이루 - 비제우 - 구아르다 - 빌라르포르모주

### 스페인
- 살라망카
- 바야돌리드
- 부르고스
- 산세바스티안
- 이룬

### 프랑스
- 엔다예
- 포
- 툴루즈
- 나르본느
- 몽펠리에
- 아를
- 엑상프로방스
- 칸
- 니스

### 모나코
- 몬테카를로

### 이탈리아
- 벤티밀리아
- 제노바
- 라스페치아
- 피사
- 로마
- 페스카라(크로아티아로 페리에 의해 이어짐)

### 크로아티아
- 두브로브니크

### 몬테네그로
- 포드고리차
- 비옐로폴레
- 로자예

### 코소보
- 페치
- 프리슈티나

### 세르비아
- 니시
- 디미트로브그라드

### 불가리아
- 드라고만
- 소피아
- 플로브디프
- 스빌랜글라드/까피탄아드리보

### 튀르키예
- 카피쿨레
- 에디르네
- 이스탄불
- 이즈미트
- 게레데
- 메르지폰
- 에르주룸
- 귀르불라크

### 이란
- 바자르간

## 아시안 하이웨이 1호선
유럽 고속도로 80호선의 터키 대부분 구간이 아시안 하이웨이 과 함께 사용되며 연결된다.

## 아시안 하이웨이 5호선
상기의 구간과 달리 아시안 하이웨이 5호선()은 게레데까지만 로 이어주며, 는 게레데 이후 구간부터는 E 80, 과 남남으로 헤어지게 된다.